# Antic Hospital de València
L'Antic Hospital de València, Antic Hospital General, Hospital de Folls de Santa Maria dels Pobres Innocents o Hospital d’Ignoscents, folls e orats, és l'edifici que va allotjar el primer gran hospital de València i on actualment es troba la principal Biblioteca Pública de la capital.
Situat al barri de Sant Francesc, en Ciutat Vella, rodejat d'un parc i que juntament amb la propera Ermita de Santa Llúcia formen un recinte medieval protegit com a bé d'interès cultural.

## Història
La construcció del primitiu hospital es remunta a principis del segle xv a iniciativa del frare Joan Gilabert Jofré que va defensar la necessitat de crear una institució per al tractament dels malalts mentals. Va ser així com es va fundar l'Hospital de Folls de Santa Maria dels Pobres Innocents l'any 1409. Va ser el primer hospital psiquiàtric creat arreu d'Europa i en 1493 es va concedir un permís per a ampliar l'Hospital. Va ser aleshores quan van començar les obres de la nova infermeria en forma de creu grega, un dels molts annexos que formaven part de l'hospital, i en el qual actualment es troba la biblioteca. Comptava amb dues plantes, la de baix destinada al tractament d'homes, i la de dalt, per a dones.
La Confraria de Santa Maria dels Innocents seria l'encarregada del manteniment de l'edifici i donar servei a les persones necessitades que en pogueren fer ús. Aquesta confraria va rebre l'any 1416 el privilegi del rei Alfons el Magnànim per dotar-se d'una imatge de la Mare de Déu que més tard serà coneguda com la dels Desemparats.
Fins a principis del segle xvi, van coexistir a València diversos hospitals, generalment lligats a ordes religiosos que es dedicaven a tractar malalties específiques. En 1511, una sentència de Ferran el Catòlic va decretar la unificació de tots els hospitals en un únic recinte. Aleshores es van afegir alguns annexos i es va canviar el nom del lloc pel d'Hospital General de València. Un incendi en 1547 va obligar a reconstruir l'edifici, i en 1664 es va plantar un segon creuer. El portal gòtic que actualment es troba a l'entrada del recinte és l'única peça original que es conserva d'abans de l'incendi.
Fins al 1887 l'hospital havia estat gestionat per entitats eclesiàstiques i és en aquest moment quan la Diputació de València assumeix les competències i passa de ser conegut com a "Hospital General" a "Hospital Provincial de València".
El complex sanitari va continuar servint com a hospital fins a 1962, any en què es va inaugurar el nou Hospital General a l'avinguda del Cid. Després de l'abandó del centre, es va procedir a l'enderrocament d'aquest, obres durant les quals van desaparèixer l'església, la farmàcia i l'antiga facultat de medicina. No obstant això, l'oposició ciutadana va aconseguir evitar la demolició de l'edifici de la infermeria, en el que avui es troba la biblioteca.
El 28 de novembre de 1963, mitjançant el decret 3438, els edificis que no havien estat enderrocats van ser declarats com a Conjunt Històric, sobrevivint així l'antiga infermeria, l'ermita de Santa Llúcia i la capella del Capitulet. El 1979 el Ministeri de Cultura va instal·lar la Biblioteca Pública de València en l'edifici de la infermeria i el Centre Coordinador de Biblioteques (actual IVAJ) en la farmàcia.

## Edifici

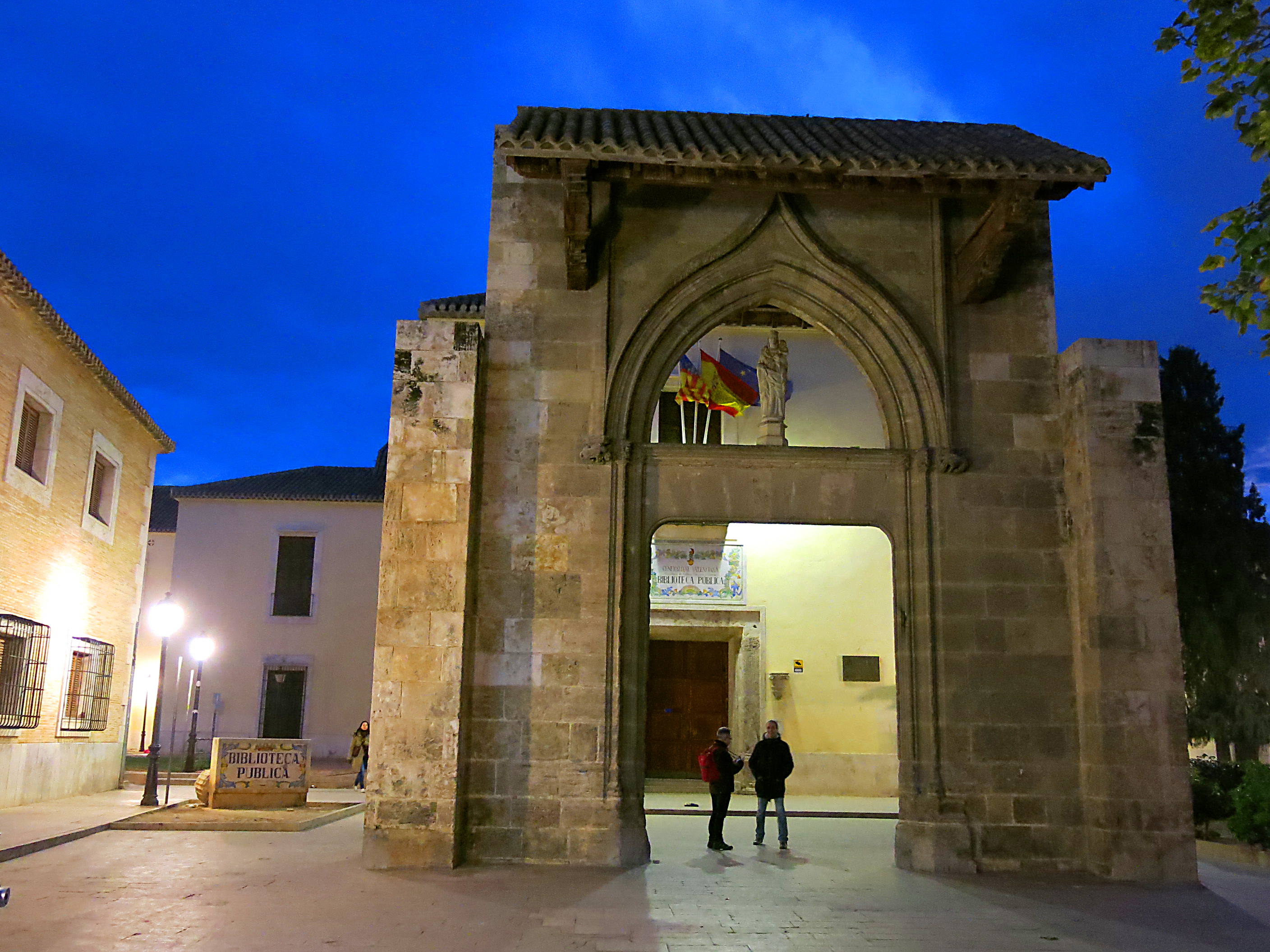
Portal gòtic de l'Antic Hospital

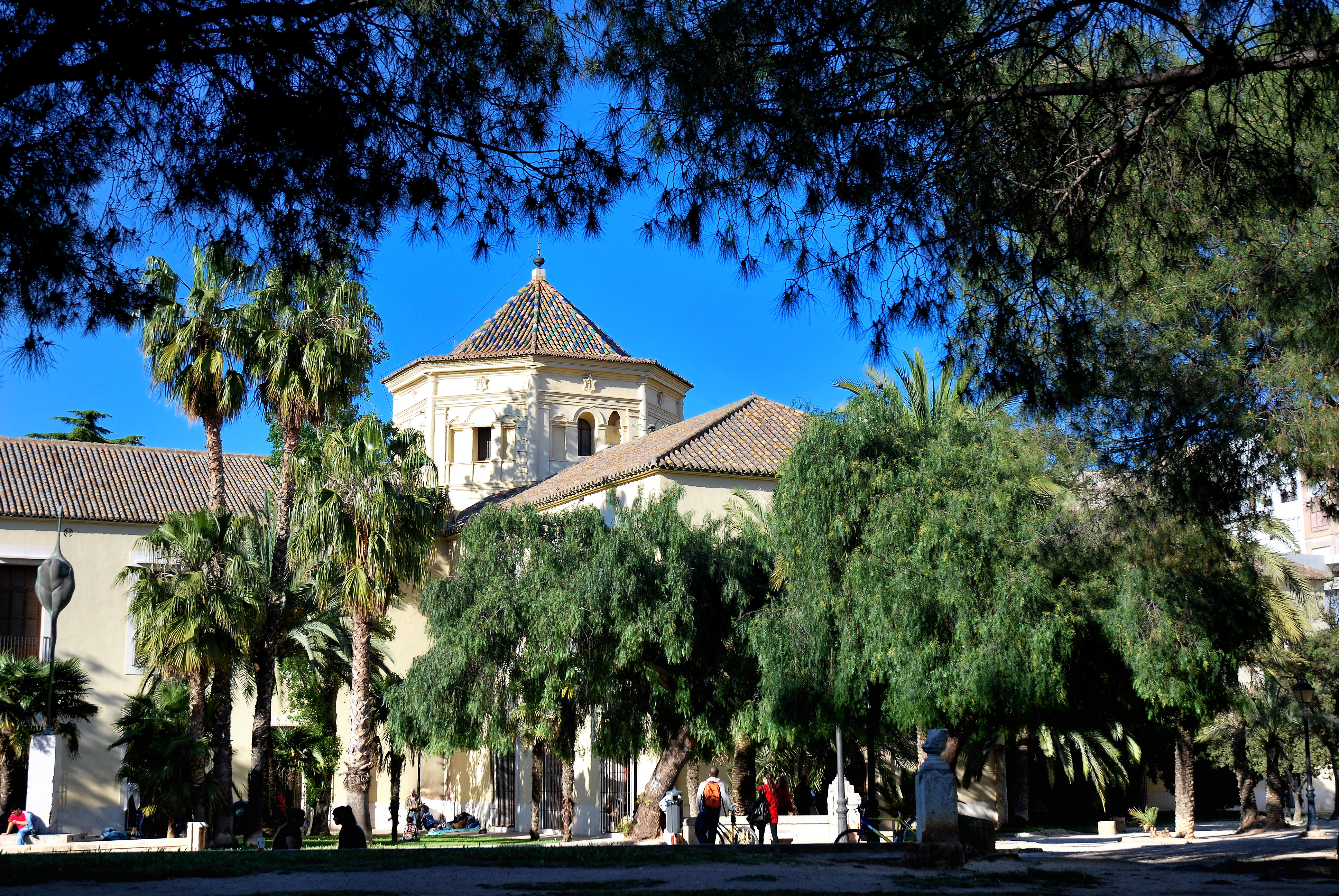
L'Antic Hospital rodejat de jardins

L'edifici primitiu, ja desaparegut, era de fàbrica modesta amb una porta d'entrada d'estil gòtic i que encara es conserva i que feia les funcions de porta principal a l'hospital. En 1493 l'hospital seria ampliat i reformat conformant-se com un edifici de planta de creu grega encara que no va arribar a acabar-se per problemes econòmics. L'edifici estava compost per dues infermeries amb planta de creu grega de desigual longitud i amplària, dos pisos i cimbori octogonal en el centre o creuer amb cúpula sobre tambor, seguint un model que havia sorgit en el nord d'Itàlia i que permetia separar als malalts segons el seu sexe i les seues malalties, al mateix temps que es podien controlar totes les sales des de l'espai central. L'hospital de València és el primer de la península Ibèrica que va seguir aquest pràctic esquema. Aquesta distribució de planta de creu grega es deu a l'arquitecte italià Antonio Filarete qui en 1456 havia dissenyat el Hospeddale Maggione de Milà.
El gran incendi de 1545 va evidenciar que calia canviar els sostres de fusta que van ser substituïts per voltes de rajola. La reconstrucció, dirigida per l'arquitecte Gaspar Gregori, va respectar la forma de creu i va adoptar l'estil renaixentista de forma inequívoca. Cada braç de la gran creu estarà conformada per tres naus, que se separen per robustes columnes amb capitells decorats que sustenten les voltes de rajola. El conjunt s'organitzava en dos pisos i en el centre un creuer cobert amb llanterna i cúpula sobre tambor octogonal que donava llum a l'interior del recinte. Hi havia més de cent columnes per planta, les del pis inferior d'ordre compost i les del pis superior d'ordre toscà.
L'any 1588 es va construir un segon edifici hospitalari dissenyat també en forma de creu tot i que no va arribar a finalitzar-se. Aquest va ser enderrocat als anys 60 del segle xx i moltes de les columnes que el componien estan disposades per l'actual jardí del Parc de l'Hospital. Amb la construcció d'aquesta segona creu l'Hospital General de València es consolida com un gran complex hospitalari, en ell podíem trobar infermeries, jardins o patis, horta, farmàcia, església, sales de capellans, sales d'ensenyament, hospici de xiquets abandonats, etc. i segons avanç el temps també la facultat de medicina ja en el segle xix.

## Galeria d'imatges

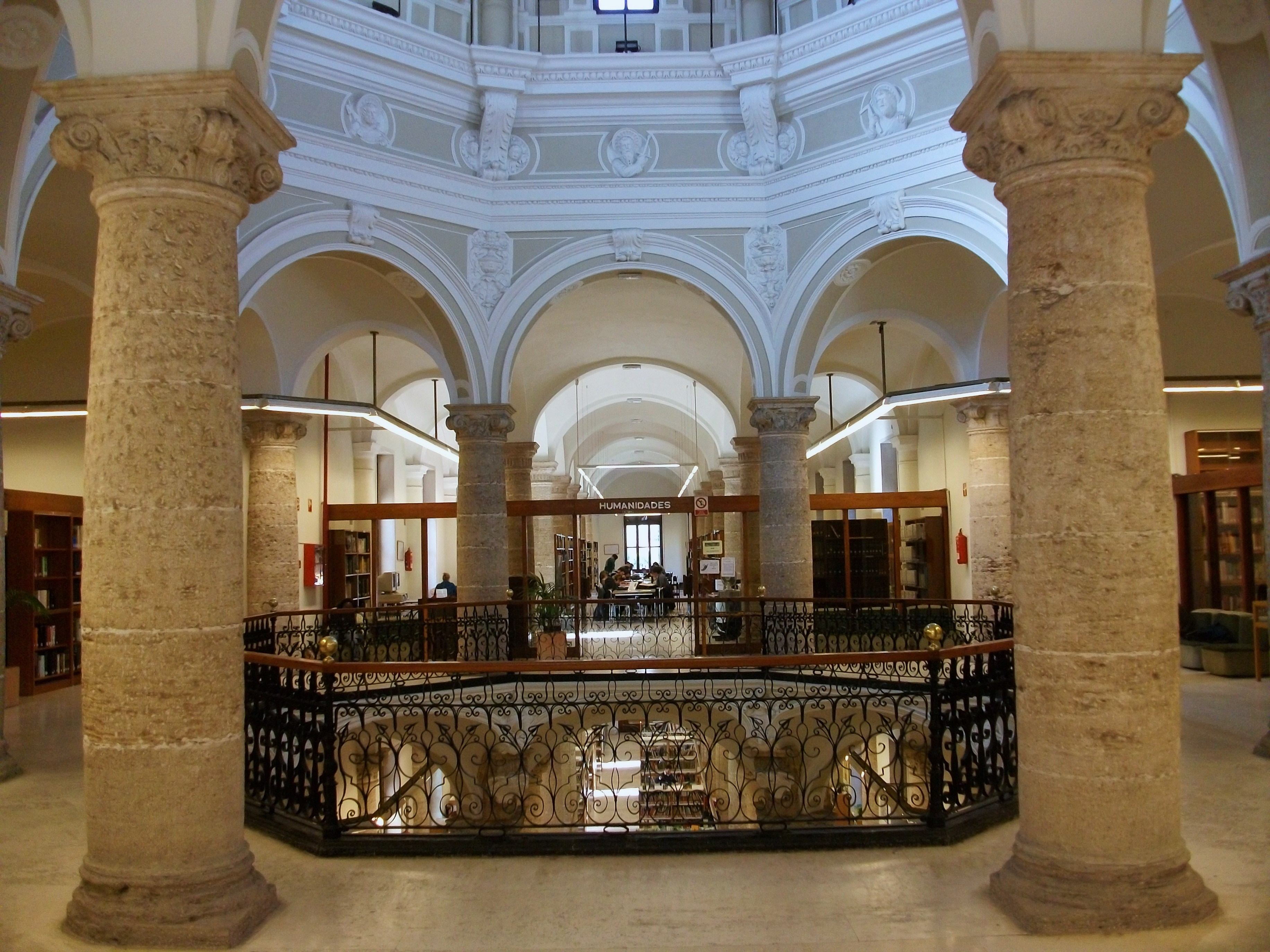
Creuer de l'antic Hospital General de València, actual Biblioteca Pública
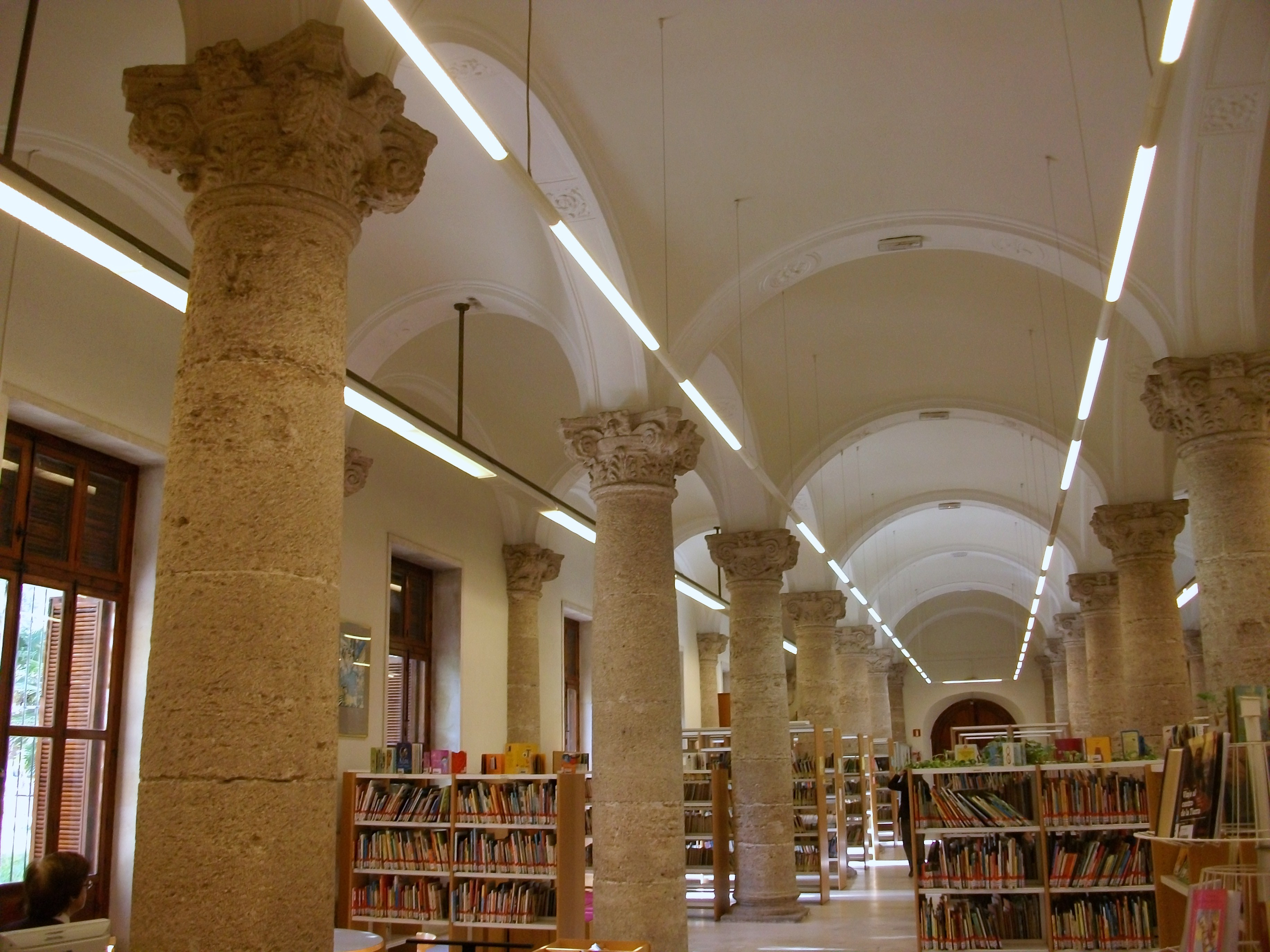
Naus central i lateral de l'edifici
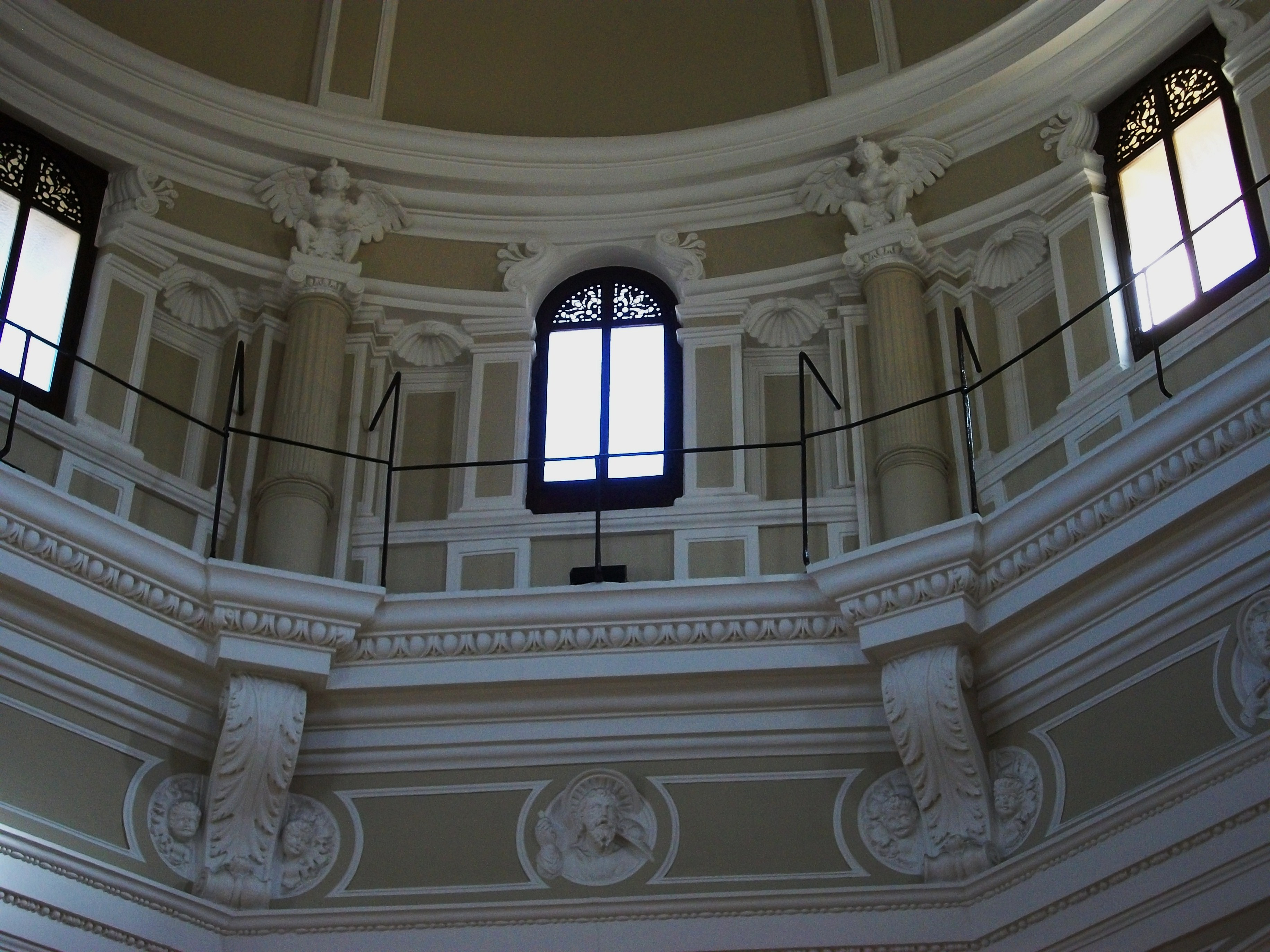
Detall interior del tambor de la cúpula
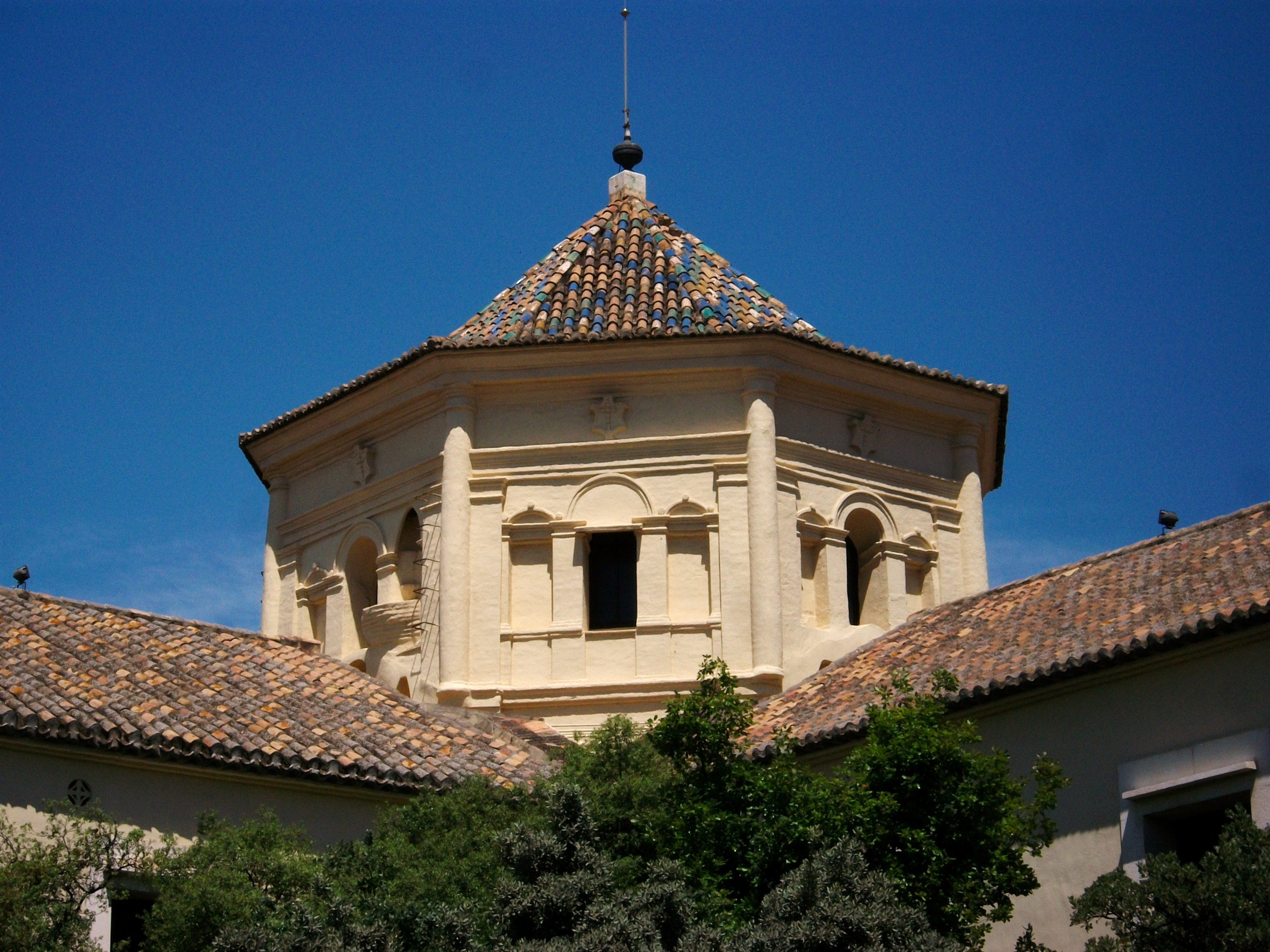
Cúpula central del creuer des de fora
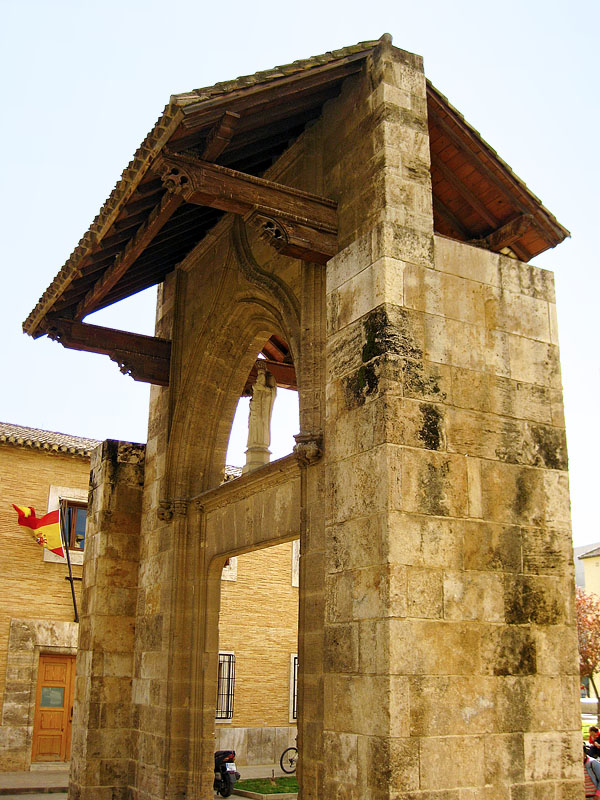
Portal gòtic de l'antic hospital
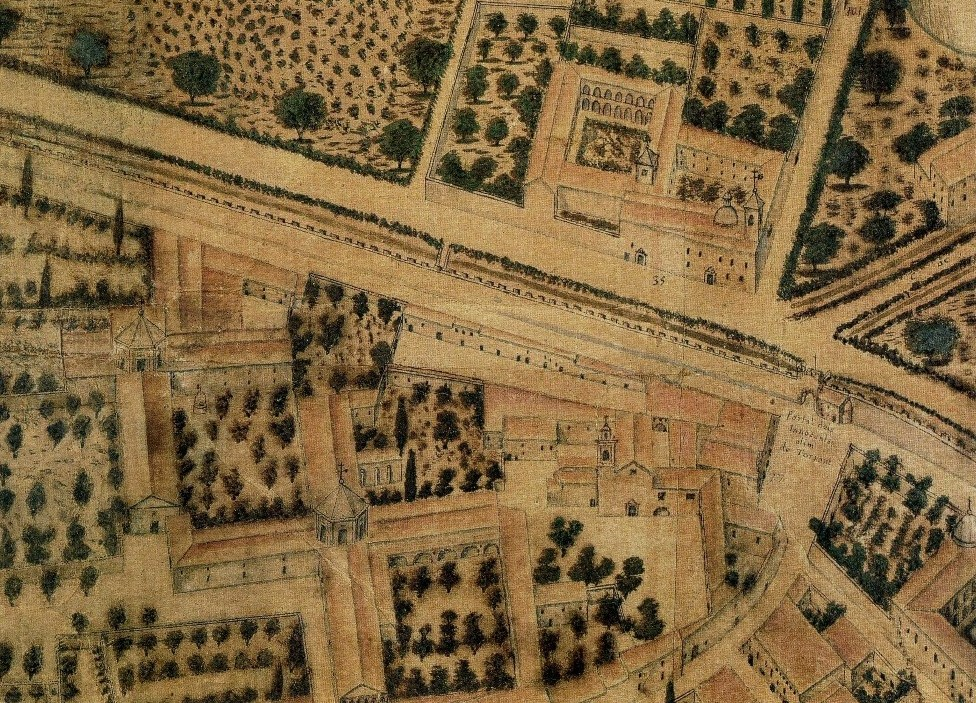
Plànol del Pare Tosca, de 1704, en el qual s'observa l'hospital, amb els dos creuers que va arribar a tenir